# Aleksandr Jegorov

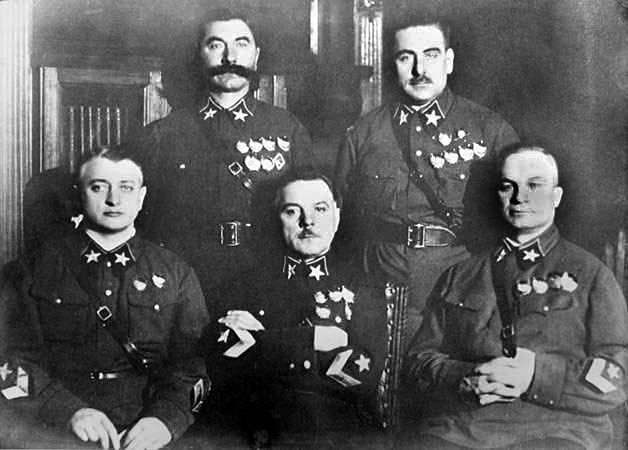
De vijf maarschalken van de Sovjet-Unie in 1935. V.l.n.r. Toechatsjevski, Boedjonny, Vorosjilov, Blücher, Jegorov. Jegorov en Blücher zaten in het het tribunaal dat Toechatsjevski ter dood veroordeelde. Een jaar later werden zij zelf gearresteerd en ter dood gebracht.

Aleksandr Iljitsj Jegorov (Russisch: Александр Ильич Егоров) (Boezoeloek, oblast Orenburg, 25 oktober 1883 – Moskou, 23 februari 1939) was een maarschalk van de Sovjet-Unie en slachtoffer van Jozef Stalins ‘grote zuiveringspolitiek’.

## Biografie
Jegrorov was van boerenkomaf en trad in 1901 in dienst van het tsaristische leger. Tijdens de Eerste Wereldoorlog klom hij op tot de rang van luitenant-kolonel en raakte hij vijfmaal gewond. Na de Russische Revolutie van 1917 werd hij commandant in het Rode Leger. Tijdens de Russische Burgeroorlog verdedigde hij als bevelhebber van het 10e leger met succes de stad Tsaritsyn om later in Oekraïne als commandant van het 14e leger de Witten van Denikin te bestrijden. Hij nam in 1920 deel aan de Slag van Warschau en verdedigde later dat jaar met succes het net door de bolsjewieken ingenomen zuiden van Oekraïne.
Van 1925 tot 1927 werd Jegorov uitgezonden naar China en in 1927 werd hij oppercommandant van het Wit-Russische-leger. In 1931 werd hij chef van de generale staf van het Sovjetleger, in 1934 werd hij gekozen in het Centraal Comité van de Communistische Partij en in 1937 volgde een benoeming als plaatsvervangend minister van Defensie. Hoogtepunt van zijn carrière was zijn benoeming in 1935 tot een van de vijf maarschalken van de Sovjet-Unie.
In 1937 werd Jegorov gedwongen plaats te nemen in een tribunaal dat tijdens een schijnproces te Moskou acht hooggeplaatste militairen ter dood veroordeelde, waaronder collega-maarschalk Michail Toechatsjevski en zijn oude 'strijdmakker' Iona Jakir. Op 27 maart 1938 werd Jegorov vervolgens zelf gearresteerd om op 23 februari 1939 te worden geëxecuteerd. Zijn mooie vrouw Galina, die eerder ooit met Stalin had geflirt, onderging dat lot reeds een jaar eerder.
Jegorov werd in 1957 gerehabiliteerd, tijdens Chroesjtsjovs ‘dooi’-periode.

## Onderscheidingen
Keizerrijk Rusland
|  | Orde van Sint-Vladimir, 2e klasse met zwaarden 12 februari 1917                                           |
|  | Orde van Sint-Stanislaus, 2e klasse met zwaarden 30 mei 1915                                              |
|  | Orde van Sint Stanislaus, 3e klasse 10 maart 1907                                                         |
|  | Orde van Sint-Anna 2e klasse met zwaarden 23 oktober 1915                                                 |
|  | Orde van Sint-Anna 3e klasse 6 april 1914                                                                 |
|  | Orde van Sint-Anna, 4e klasse 30 maart 1915                                                               |
|  | Gouden wapen voor dapperheid, met inscriptie "Voor de slag bij Boesk op 13 augustus 1914" 24 januari 1917 |
|  | Medaille "Ter herinnering aan de 300e Verjaardag van de Regering van het Huis Romanov"                    |
|  | Medaille "Ter herinnering aan de Vaderlandse Oorlog van 1812"                                             |
|  | Kruis "50e Verjaardag van het einde van de Kaukasusoorlogen"                                              |

Sovjet-Unie
|   | 2 x Orde van de Rode Banier 1919 en 1930                                           |
| ? | Orde van de Rode Banier van de Azerbeidzjaanse Socialistische Sovjetrepubliek 1922 |
| ? | Orde van de Rode Banier van de Georgische Socialistische Sovjetrepubliek 1924      |
| ? | Revolutionair Erewapen 1921                                                        |
|   | Jubileummedaille XX Jaar Rode Leger van Arbeiders en Boeren 1938                   |